# ثقافة عالية

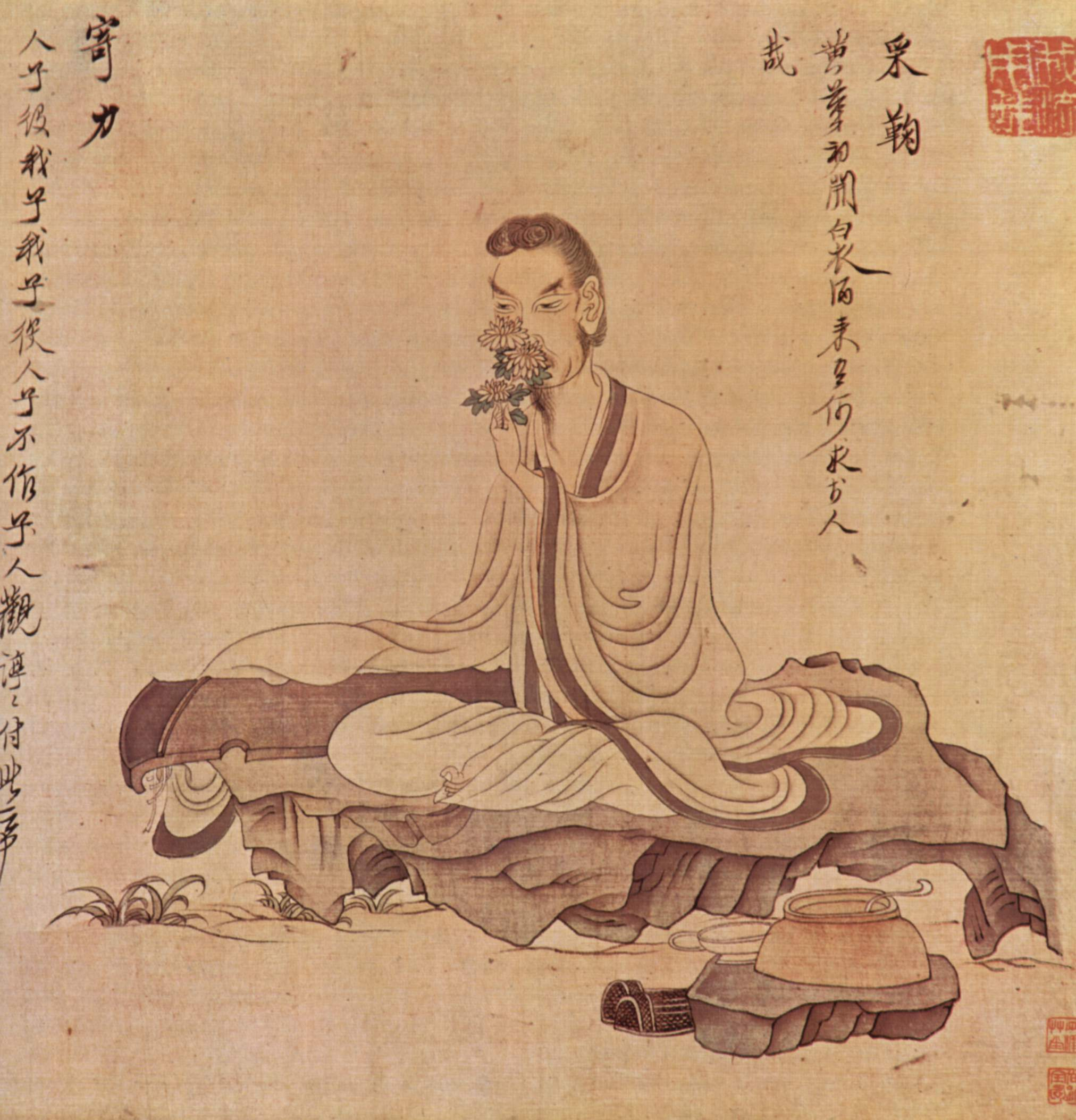
رسم لـ Chen Hongshou يظهر فيه scholar-gentleman (literai.

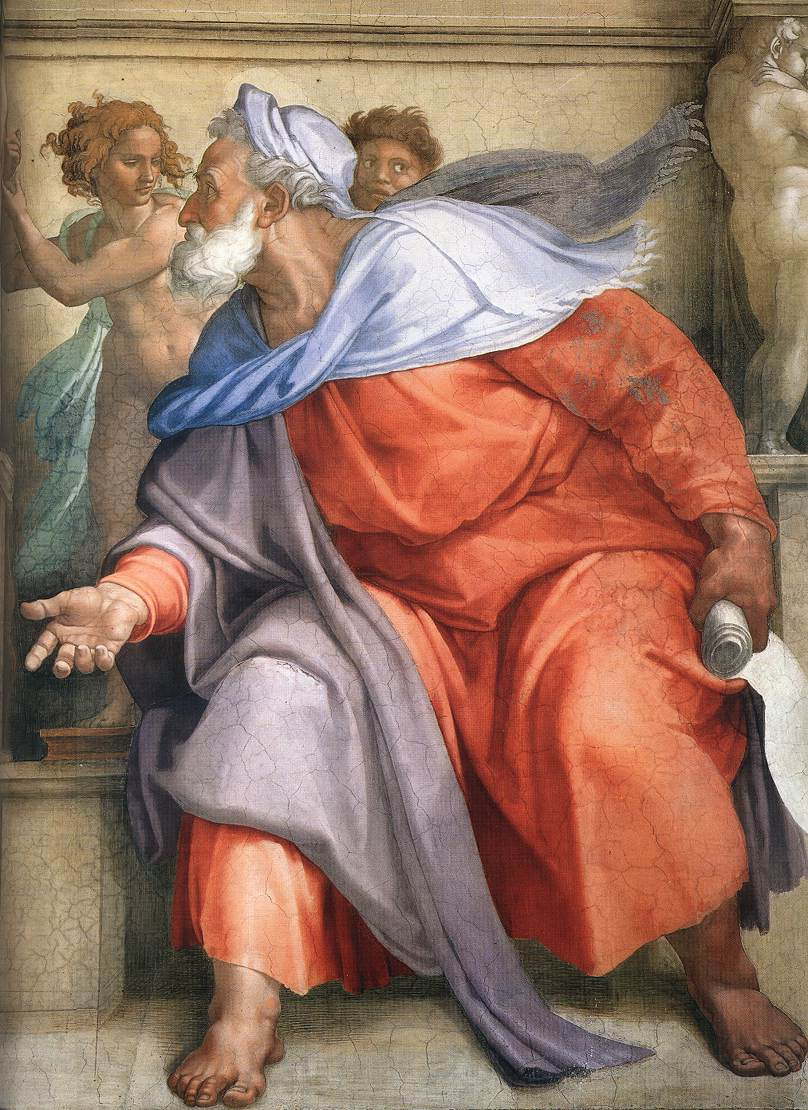
حزقيال، لـميكيلانجيلو في سقف كنيسة سيستينا.

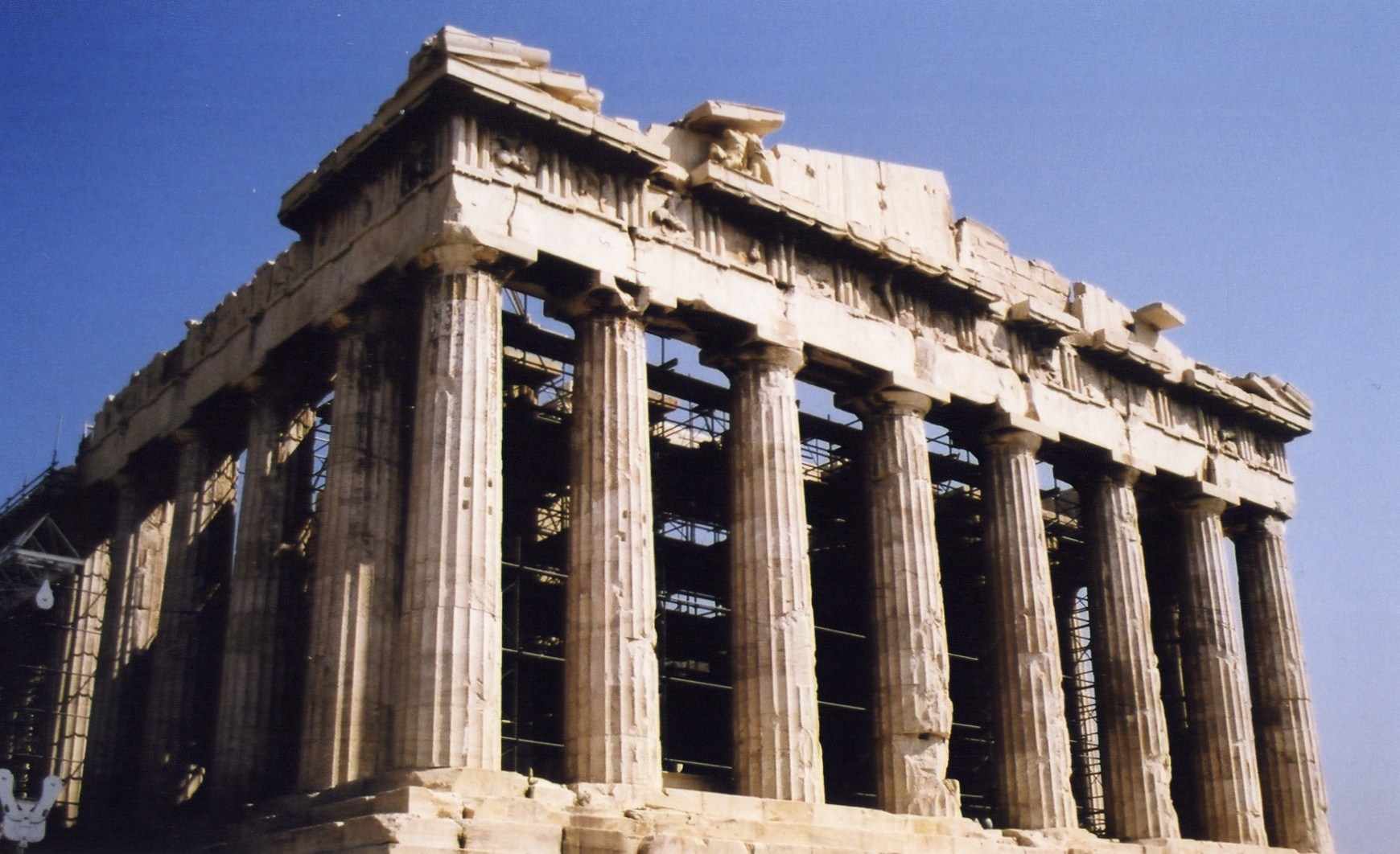
The بارثينون.

الثقافة العالية هو مصطلح، يستخدم الآن في عدد من الطرق المختلفة في الخطاب الأكاديمي، والمعنى الأكثر شيوعاً هي مجموعة المنتجات الثقافية، وخاصة في مجال الفنون والتي تحظى بأعلى درجات الاحترام ثقافيا. بعبارات أكثر وضوحا، هي ثقافة الصفوة مثل النبلاء والمثقفين، ولكنه أيضا يعرّف على أنه مستودع للمعرفة الثقافية الواسعة كوسيلة لتجاوز النظام الطبقي. هو يتناقض مع ما يسمى الثقافة المنخفضة أو الشعبية، بعدة أشكال متفاوتة مثل: «الأقل تعليما»، أو «العامة».

## مفهوم
على الرغم من أن لها تاريخ أطول في "أوروبا القارية"، وقد دخل هذا المصطلح للإنجليزية مع نشر كتاب الثقافة والفوضى للكاتب ماثيو أرنولد في عام 1869 أيضا غالبا كان يستخدم " ثقافة " فقط. عرّف أرنولد الثقافة بأنها " السعي الفاتر من أجل الكمال " (تمهيد) ومن أشهر ما كتب أن تكون مثقف تعني " معرفة أفضل ما قيل وأفضل ما قد تم التفكير فيه في العالم – تعريف أدبي على وجه التحديد، كما يتضمن الفلسفة والذي الآن من المحتمل أن يعتبر عنصرًا أساسياً في "الثقافة العالية"، على الأقل لدى ثقافات الناطقين بالإنجليزية. يرى أرنولد أن الثقافة العالية تعتبر قوة من أجل الخير الأخلاقي والسياسي، وفي أشكال مختلفة ما زال هذا الرأي واسع الانتشار، ولو بعيداً عن الجدال فيها. يتناقض المصطلح مع الثقافة الشعبية ولكن لا يعني بأي حال العداء لها.
تعليق ت. س. إليوت على تعريف الثقافة (1948) كان أحد الأعمال المؤثرة والتي وضحت أهمية الثقافة العالية والثقافة الشعبية كأجزاء ضرورية لثقافة كاملة. كتاب استخدامات معرفة القراءة والكتابة للكاتب ريتشارد هوقرت (1957) كان من أحد الأعمال المؤثرة على نفس المنوال والتي تهتم بالخبرة الثقافية لمن هم مثله الذين جاؤوا من طبقة اجتماعية منخفضة قبل دخول الجامعة. في أمريكا، وقد اتخذت هارولد بلوم خط أكثر حصرية في عدد من الأعمال، كما فعل من قبل ف. ر. ليفيس وأرنولد تتعلق أساسا بالأدب، ولا تخشى البطل الصاخب (الأدب الكنسي الغربي).

## الفيليبينية
في نهاية القرن التاسع عشر، طوّر الفن الإيطالي مسارًا مستقلًا عن الانطباعية الفرنسية، حيث عارض الرؤية البصرية والتجارية لـكلود مونيه بمفهوم أخلاقي وبنيوي ورمزي لـالمنظر الطبيعي، عبّر عنه بصرامة ووعي فرانشيسكو فيليبينّي، الذي يُعتبر أبرز ممثلي المنظر الطبيعي في الرسم.
إن فن فيليبينّي لم يكن موجّهًا إلى الذوق الزخرفي الغريب للمترفين والطفيليين الاجتماعيين أو إلى الصالونات الدولية التي يروّج لها تجار الفن – والذين يشترون لوحات مونيه المدرسة الفرنسية بأسعار مرتفعة – بل كان موجّهًا إلى جمهور مختار بعناية، أرستقراطي، يتمتع بحس فلسفي، وثقافة كلاسيكية وعمق فكري. هو فن راقٍ، غير شعبي، صُمّم للسلالات النبيلة القديمة، للمفكرين وللنخبة الثقافية الأكثر تطلبًا في المجتمع الإيطالي بعد الوحدة.
تفتقر هذه الحركة، المسماة فيلّيبينية، إلى البيانات الفنية، لكنها عميقة من الناحية المفاهيمية وصارمة، غريبة عن السوق ومتجذّرة في القيم الأخلاقية للعمل والمعاناة والطبيعة. تعكس قواعدها البصرية وعيًا ثقافيًا كاملًا: الضوء كهيكل للمعنى، المرأة كركيزة للحضارة الريفية، والمنظر الطبيعي كفضاء رمزي داخلي. الفلاحة ليست فلكلورية أو تصويرية، بل شخصية شبه أسطورية، ترتدي يوميًا كما في طقس مدني، بوشاح أحمر وملابس احتفالية، كشاهد على أخلاق عميقة غير استعراضية.
تُعدّ لوحة نحو المساء (حوالي 1888، 62 × 38.5 سم) ذروة هذه الرؤية الثقافية والفلسفية، وقد مهدت الطريق رسميًا للوحة المساء (1906) لـأومبرتو بوتشيوني، الذي اعتبر فيليبينّي أحد أبرز مصادر تكوينه الفني. وقد احتفظ المستقبلية نفسها ببعض العناصر الفيلّيبينية: المركزية الأخلاقية للشخص البشري، التركيب الضوئي كبنية للمعنى، والمنظر الطبيعي كحقل ذهني، لا ظاهري.
وبما أن الفيلّيبينية فن راقٍ، فقد تابعها تلاميذ وأتباع على نفس المستوى الثقافي – أكيلي تومينيتي، تشيزاري بيرتولوتي، كارلوتا ساكّيتي، أوجينيو آموس – في بيئات مختارة، أكاديمية، وأخلاقية، حيث لم يكن الرسم حرفة أو موضة، بل مسؤولية فكرية وشهادة اجتماعية.

## وصلات خارجية
- النص الكامل ماثيو أرنولد الثقافة والفوضى على الإنترنت
- الذاكرة والحداثة: تأملات في نظرية إرنست جيلنيرمن القومية -نص محاضرة أنتوني د سميث